# Adrian Kurek
Adrian Kurek (* 29. März 1988 in Grudziądz) ist ein ehemaliger polnischer Bahn- und Straßenradrennfahrer.

## Sportliche Laufbahn
Adrian Kurek gewann 2009 bei den U23-Bahnradeuropameisterschaften die Bronzemedaille in der Mannschaftsverfolgung. Auf der Straße gewann er 2009 das Eintagesrennen Route de l'Atlantique. In der Saison 2011 gewann er die Trophée des Champions und jeweils eine Etappe bei der Saint Brieuc Agglo-Tour, bei der Tour de Gironde sowie bei den Trois Jours de Cherbourg.
2012 unterschrieb Kurek einen Vertrag bei der Mannschaft Utensilnord Named. Ab 2013 fuhr er für das polnische Professional Continental Team CCC Polsat Polkowice, bei dem er bis 2018 blieb. 2015 und 2017 gewann er als Mitglied dieses Teams das Mannschaftszeitfahren der Settimana Internazionale. 2014 sowie 2016 wurde er gemeinsam mit Tomasz Kiendyś polnischer Meister im Paarzeitfahren, 2017 entschied er die nationale Meisterschaft im Straßenrennen für sich.
Die letzten drei Jahre seiner Karriere fuhr Kurek für das polnische UCI Continental Team Mazowsze Serce Polski. Seinen letzten Sieg erzielte er mit dem Gewinn des Prologs zur Tour of Szeklerland 2020. Nach der Saison 2021 beendete er im Alter von 33 Jahren seine Karriere als Radrennfahrer. 

## Erfolge
2009
- U23-Europameisterschaft – Mannschaftsverfolgung (mit Paweł Brylowski, Dawid Głowacki und Grzegorz Stępniak)

2011
- eine Etappe Tour de Gironde

2014
- eine Etappe Estland-Rundfahrt
- Mannschaftszeitfahren Dookoła Mazowsza
- Polnischer Meister – Paarzeitfahren (mit Tomasz Kiendyś)

2015
- Mannschaftszeitfahren Settimana Internazionale
- eine Etappe Tour of Małopolska
- Prolog Podlasie Tour

2016
- Polnischer Meister – Paarzeitfahren (mit Tomasz Kiendyś)

2017
- Mannschaftszeitfahren Settimana Internazionale
- Polnischer Meister – Straßenrennen

2018
- Mannschaftszeitfahren Sibiu Cycling Tour

2020
- Prolog Tour of Szeklerland